# Seminella varia
Seminella varia är en snäckart. Seminella varia ingår i släktet Seminella och familjen Columbellidae. Inga underarter finns listade i Catalogue of Life.